# Afganit
Afganit – rzadki minerał klasy krzemianów. 
Został odkryty w 1968 roku. Nazwa pochodzi od miejsca jego odkrycia, Afganistanu.

## Właściwości
Krystalizuje w układzie trygonalnym. Jest minerałem kruchym, przezroczystym do półprzezroczystego. Posiada białą rysę oraz szklisty połysk. Często bywa mylony z lazurytem i sodalitem.

## Występowanie
Występuje w skarnach bogatych w lapis lazuli (Afganistan). Natomiast okazy z Włoch w ksenolitach wapieni krzemionkowych w pumeksie. Towarzyszą mu najczęściej kalcyt, oliwin, diopsyd, wezuwian, sodalit, piryt, nefelin, lazuryt oraz flogopit.  

## Miejsce występowania
Występuje głównie w Afganistanie oraz we Włoszech (Kampania, Toskania i Lacjum). Spotykany także w Kanadzie, Niemczech, Rosji, Tadżykistanie oraz Stanach Zjednoczonych (Nowy Jork).

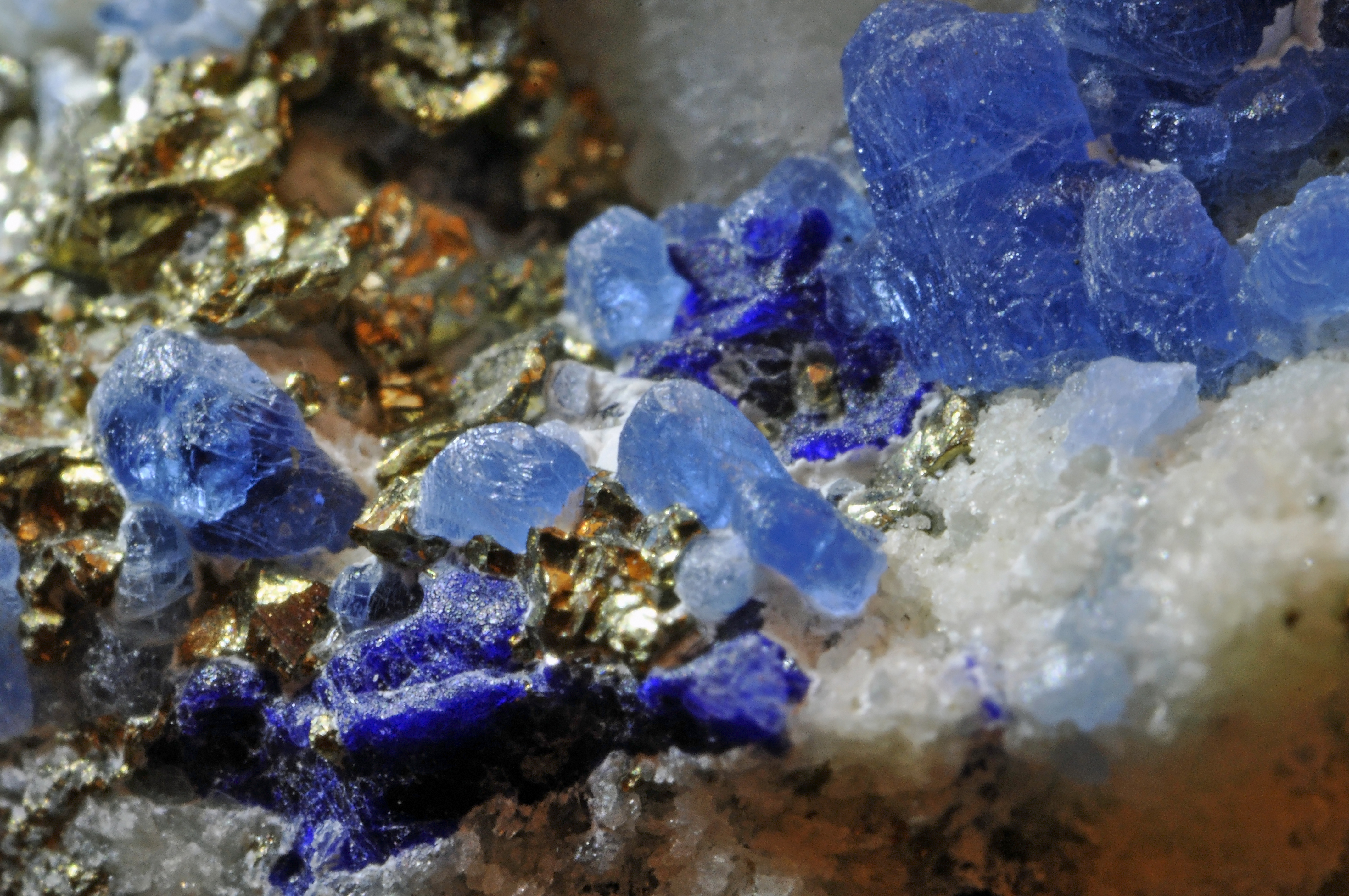
okaz w towarzystwie haüynu, pirytu i kalcytu